# Rymasze
Rymasze (biał. Рымашы; ros. Рымаши) – wieś na Białorusi, w obwodzie witebskim, w rejonie brasławskim, w sielsowiecie Opsa.

## Historia
W czasach zaborów w granicach Imperium Rosyjskiego.
W 1865 wieś zamieszkiwały 73 osoby.
W dwudziestoleciu międzywojennym wieś leżała w Polsce, w województwie nowogródzkim (od 1926 w województwie wileńskim), w powiecie dziśnieńskim (od 1926 w powiecie brasławskim), w gminie Bohiń.
Według Powszechnego Spisu Ludności z 1921 roku wieś zamieszkiwało 85 osób, wszystkie były wyznania rzymskokatolickiego. Jednocześnie 18 mieszkańców zadeklarowało polską przynależność narodową, 1 białoruską, a 66 litewską. Było tu 18 budynków mieszkalnych. W 1931 w 16 domach zamieszkiwało 87 osób.
Wierni należeli do parafii rzymskokatolickiej w Dalekiem. Miejscowość podlegała pod Sąd Grodzki w Opsie i Okręgowy w Wilnie; właściwy urząd pocztowy mieścił się w Bohiniu.